# 번복
번복(樊福, ? ~ 기원전 81년)은 전한 중기의 관료이다.

## 행적
시원 6년(기원전 81년), 수(守)경조윤에 임명되었으나 원수 정외인이 보낸 자객에게 살해되었다.

## 출전
- 반고, 《한서》 권19하 백관공경표 下·권67 양호주매운전

| 전임 준불의 | 전한의 수경조윤 기원전 81년 | 후임 팽조 |